# مقبس 6
مقبس 6 (بالإنجليزية: Socket 6) ,ه, آخر مقبس يدعم سلسلة وحدات المعالجة المركزية إنتل 80486, وه, تعديل بسيط لمقبس 3 بإزالة إبرتين منه. ولم يتم اعتماده كثيرا في الأسواق, فبإيقاف شركة إنتل تصنيع المعالجات بتكنولوجيا 486 لم تجد الشركات المصنعة للوحة الأم الحاجة لتغير المقبس 3 التي تستخدمه إلى مقبس 6, ولذلك لم تستخدم في اللوحات الأم الأكثر تطورا.